# 德莫雷斯特 (喬治亞州)
德莫雷斯特（英語：Demorest）是一個位於美國喬治亞州哈伯沙姆縣的城市。

## 地理
德莫雷斯特的座標為34°33′54″N 83°32′38″W / 34.56500°N 83.54389°W，而該地的平均海拔高度為411米（即1348英尺）。

## 人口
根據2010年美國人口普查的數據，德莫雷斯特的面積為5.90平方千米，當中陸地面積為5.80平方千米，而水域面積為0.10平方千米。當地共有人口1823人，而人口密度為每平方千米308.98人。